# Nombre 4-polytopique centré
En arithmétique géométrique, un nombre 4-polytopique centré, ou nombre 4-hyperpolyédrique centré, ou encore nombre polychorique centré, est un nombre figuré comptant des points disposés dans un 4-polytope, ou polychore, par couches successives autour du centre.

## Cas des 4-polytopes réguliers

### Formules
Si l'on note {\displaystyle P_{n}} le nombre de points à l'étape {\displaystyle n}, où il y a {\displaystyle n} points dans chaque arête extérieure du polytope, on a les formules :
| Nombre 4-polytopique                                        | {\displaystyle P_{n+1}-P_{n}}                                   | {\displaystyle P_{n}}                                                                                           | {\displaystyle P_{1},\cdots ,P_{10}}                                | Rang OEIS               |
| ----------------------------------------------------------- | --------------------------------------------------------------- | --- | ------------------------------------------------------------------- | ----------------------- |
| Nombre pentachorique centré ou 4-hypertétraédrique centré   | {\displaystyle {\frac {5}{6}}n(n^{2}+5)}                        | {\displaystyle {\frac {5n^{4}-10n^{3}+55n^{2}-50n+24}{24}}}{\displaystyle ={\binom {n+4}{5}}-{\binom {n-1}{5}}} | 1, 6, 21, 56, 126, 251, 456, 771, 1231, 1876                        | suite A000332 de l'OEIS |
| Nombre octachorique centré ou 4-hypercubique centré         | {\displaystyle 8n(n^{2}+1)}{\displaystyle =(n+1)^{4}-(n-1)^{4}} | {\displaystyle n^{4}+(n-1)^{4}}                                                                                 | 1, 17, 97, 337, 881, 1921, 3697, 6497, 10657, 16561                 | suite A008514 de l'OEIS |
| Nombre hexadécachorique centré ou 4-hyperoctaédrique centré | {\displaystyle {\frac {8}{3}}n(n^{2}+2)}                        | {\displaystyle {\frac {2n^{4}-4n^{3}+10n^{2}-8n+3}{3}}}                                                         | 1, 9, 41, 129, 321, 681, 1289, 2241, 3649, 5641                     | suite A001846 de l'OEIS |
| Nombre icositétrachorique centré ou polyoctaédrique centré  | {\displaystyle 8n(2n^{2}+1)}                                    | {\displaystyle \left(n^{2}+(n-1)^{2}\right)^{2}}                                                                | 1, 25, 169, 625, 1681, 3721, 7225, 12769, 21025, 32761              | suite A092181 de l'OEIS |
| Nombre hecatonicosachorique ou hyperdodécaédrique centré    | {\displaystyle 60n(9n^{2}+1)}                                   | {\displaystyle 135n^{4}-270n^{3}+165n^{2}-30n+1}                                                                | 1, 601, 5041, 19801, 54601, 122401, 239401, 425041, 702001, 1096201 |                         |
| Nombre hexacosichorique ou hypericosaédrique centré         | {\displaystyle 20n(5n^{2}+1)}                                   | {\displaystyle (5n^{2}-5n+1)^{2}}                                                                               | 1, 121, 961, 3721, 10201, 22801, 44521, 78961, 130321, 203401       |                         |

Notons que {\displaystyle P_{1}} est le nombre de sommets du polytope correspondant, plus une unité.

### Principe d'obtention de ces formules
On considère un 4-polytope régulier à {\displaystyle S} sommets, {\displaystyle A} arêtes, {\displaystyle F} faces et {\displaystyle C} cellules : Supposons que la figure de l'étape {\displaystyle n-1} soit construite ; on obtient la figure de l'étape {\displaystyle n} en ajoutant, :
- {\displaystyle S} nouveaux points situés aux {\displaystyle S} nouveaux sommets,

- {\displaystyle (n-2)A} nouveaux points situés à l'intérieur des {\displaystyle A} nouvelles arêtes,
- {\displaystyle (P_{k,n}-k(n-1))F} nouveaux points situés à l'intérieur des {\displaystyle F} nouvelles faces k-gonales, {\displaystyle P_{k,n}} étant  le nombre k-gonal d'ordre {\displaystyle n},
- {\displaystyle C\times Q_{n}} nouveaux points situés à l'intérieur des {\displaystyle C} nouvelles cellules, {\displaystyle Q_{n}} étant le nombre polyédrique d'ordre {\displaystyle n} associé au cellules, auquel on retranche le nombre de points situés sur sa frontière.

Si l'on note {\displaystyle P_{n}} le nombre de points à l'étape {\displaystyle n}, on a donc {\displaystyle P_{n}-P_{n-1}=(S-1)+A(n-2)+F(P_{k,n}-k(n-1))+C\times Q_{n}}.
Partant de {\displaystyle P_{0}=0}, on obtient donc {\displaystyle P_{n}} en écrivant {\displaystyle P_{n}=1+\sum _{k=1}^{n}(P_{k}-P_{k-1})}.

#### Exemple pour le 4-hypercube
Pour le 4-hypercube, {\displaystyle S=16,A=32,F=24,C=8} ; {\displaystyle k=4} et {\displaystyle P_{4,n}=n^{2}} ; enfin {\displaystyle Q_{n}=n^{3}-8-12(n-2)-6(n^{2}-4(n-1))}.
On obtient {\displaystyle P_{n}-P_{n-1}=8n^{3}-24n^{2}+32n-16=n^{4}-(n-2)^{4}}, ce qui donne bien {\displaystyle P_{n}=n^{4}+(n-1)^{4}}.